# Polizeipräsidium Rheinpfalz
Das Polizeipräsidium Rheinpfalz mit Sitz in Ludwigshafen am Rhein ist das zweitgrößte von insgesamt fünf Polizeipräsidien der Landespolizei Rheinland-Pfalz. Die Behörde ist für die Regionen Vorderpfalz und Südpfalz in Rheinland-Pfalz zuständig. In dem rund 2.400 Quadratkilometer umfassenden Gebiet kümmert sich die Behörde um die öffentliche Sicherheit von 870.000 Einwohnern. Sie beschäftigte 2019 rund 2.200 Personen, darunter etwa 1.600 Polizeibeamtinnen und Polizeibeamte.

## Zuständigkeitsbereich
Der Zuständigkeitsbereich umfasst die Städte Ludwigshafen am Rhein, Speyer, Frankenthal, Landau und Neustadt an der Weinstraße sowie die Landkreise Rhein-Pfalz, Südliche Weinstraße, Bad Dürkheim und Germersheim.
In der Region dominieren die chemische Industrie, Landwirtschaft und Weinbau die Wirtschaft.

## Kriminalstatistik
2019 verzeichnete das Polizeipräsidium eine um 1.137 auf 58.051 Fälle gesunkene Zahl der Gesamtstraftaten, den drittniedrigsten Stand binnen 20 Jahren. Die Aufklärungsquote lag bei 62,8 %.

## Struktur
Das Polizeipräsidium wird geleitet von Polizeipräsident Andreas Sarter.

## Dienstsitz
Das Polizeipräsidium Rheinpfalz hat seinen Sitz in der Wittelsbachstraße 3 in Ludwigshafen am Rhein. 2017 wurde mitgeteilt, dass das Polizeipräsidium einen Neubau in der Heinigstraße an der Hochstraße Süd beziehen soll.